# Cerasus takasawana
Cerasus takasawana là loài thực vật có hoa trong họ Hoa hồng. Loài này được (H. Kubota & Funatsu) H. Ohba mô tả khoa học đầu tiên năm 1992.